# Regolamento Internazionale delle Carrozze

RIC-märkning, 200 betyder att vagnen får gå i 200 km/h, ankaret betyder att vagnen är byggd för tågfärja, uppgifterna längst till höger beskriver vilka strömsystem vagnen är byggd för.

RIC betyder Regolamento Internazionale delle Carrozze. Det är ett avtal inom järnvägen för persontrafik. Det handlar om en standardisering av personvagnar för att underlätta internationell trafik. RIC-avtalet undertecknades från början 1922 och järnvägarna i Sverige har deltagit i detta redan från början. Idag gäller detta avtal 27 europeiska länder.